# Le Grognon

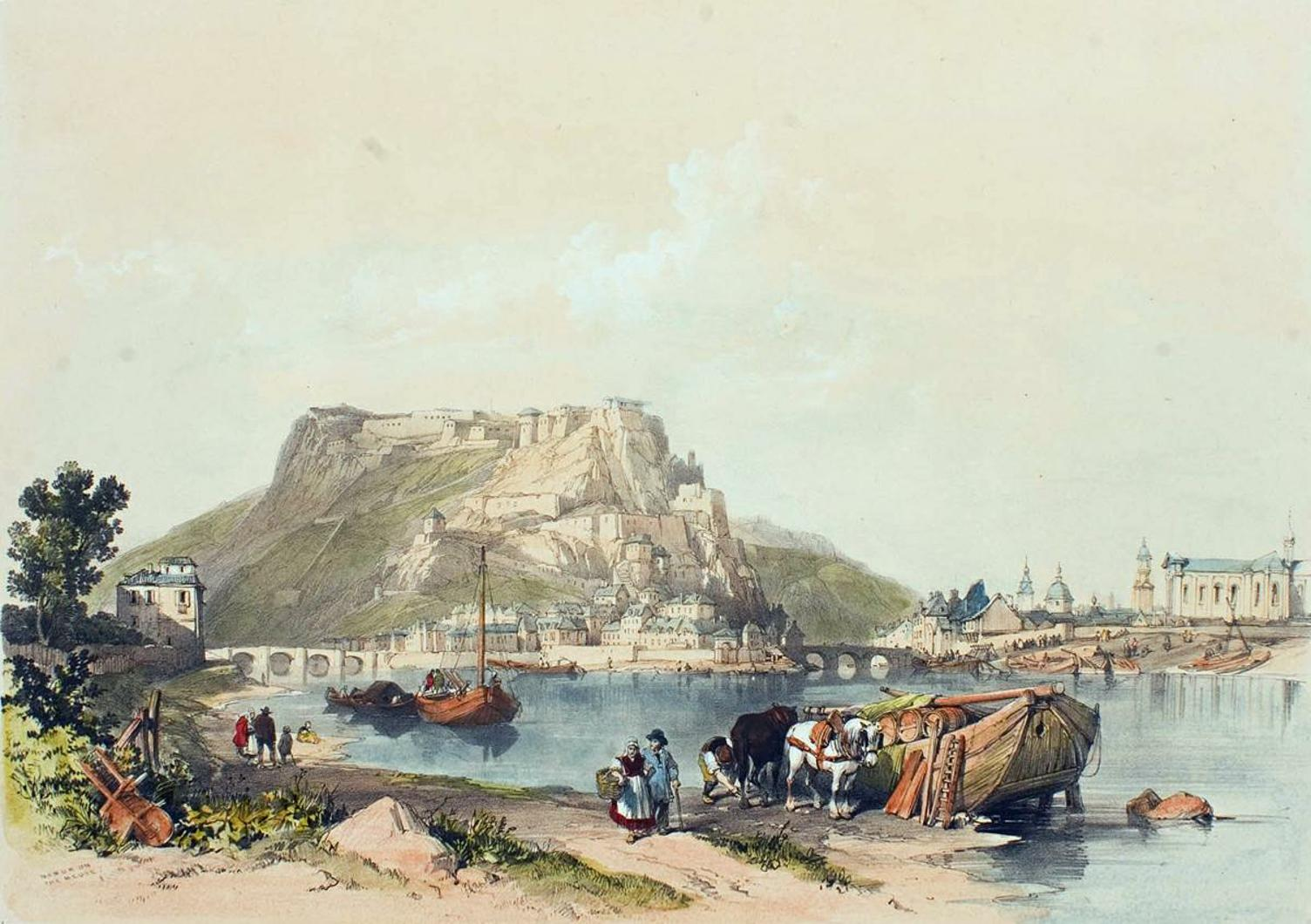
Le Grognon, een levendige wijk in het Middeleeuwse Namen

Le Grognon is een landtong in de stad Namen, op de plek waar de Samber in de Maas stroomt. Het is de oudste wijk van Namen en ligt aan de voet van de citadel.

## Naam
Le Grognon heeft als een van de betekenissen in het Nederlands varkenssnoet. De naam zou komen van de landtong (de snoet) met daarachter de heuvelrug met de citadel erop (de varkenskop). Sommige historici noemen de wijk Quartier de la Sarasse, wat naar een voor-christelijke beschaving verwijst.

## Dorp
Le Grognon was het enige bewoond gebied toen Namen nog een dorp was. Archeologische vondsten geven een bewoning aan in de prehistorie en in de Romeinse tijd. Toen de stad zich uitbreidde in de middeleeuwen bleef Le Grognon een levendige volkswijk. Er werd druk handel gedreven en er was een haventje. Er was de Onze-Lieve-Vrouwekerk (afgebroken in de 18e eeuw) met het kapittel van Onze-Lieve-Vrouw wat afhing van de prins-bisschop van Luik. Zieken werden verzorgd in het Hospice Saint-Gilles. De Ferrariskaart geeft deze wijk op de landtong goed aan.

## 20e eeuw
Door meerdere werken ter versterking van de oevers van de Maas en de Samber geraakte de wijk ontvolkt. Het Hospice Saint-Gilles huisvest vandaag het Waals Parlement.

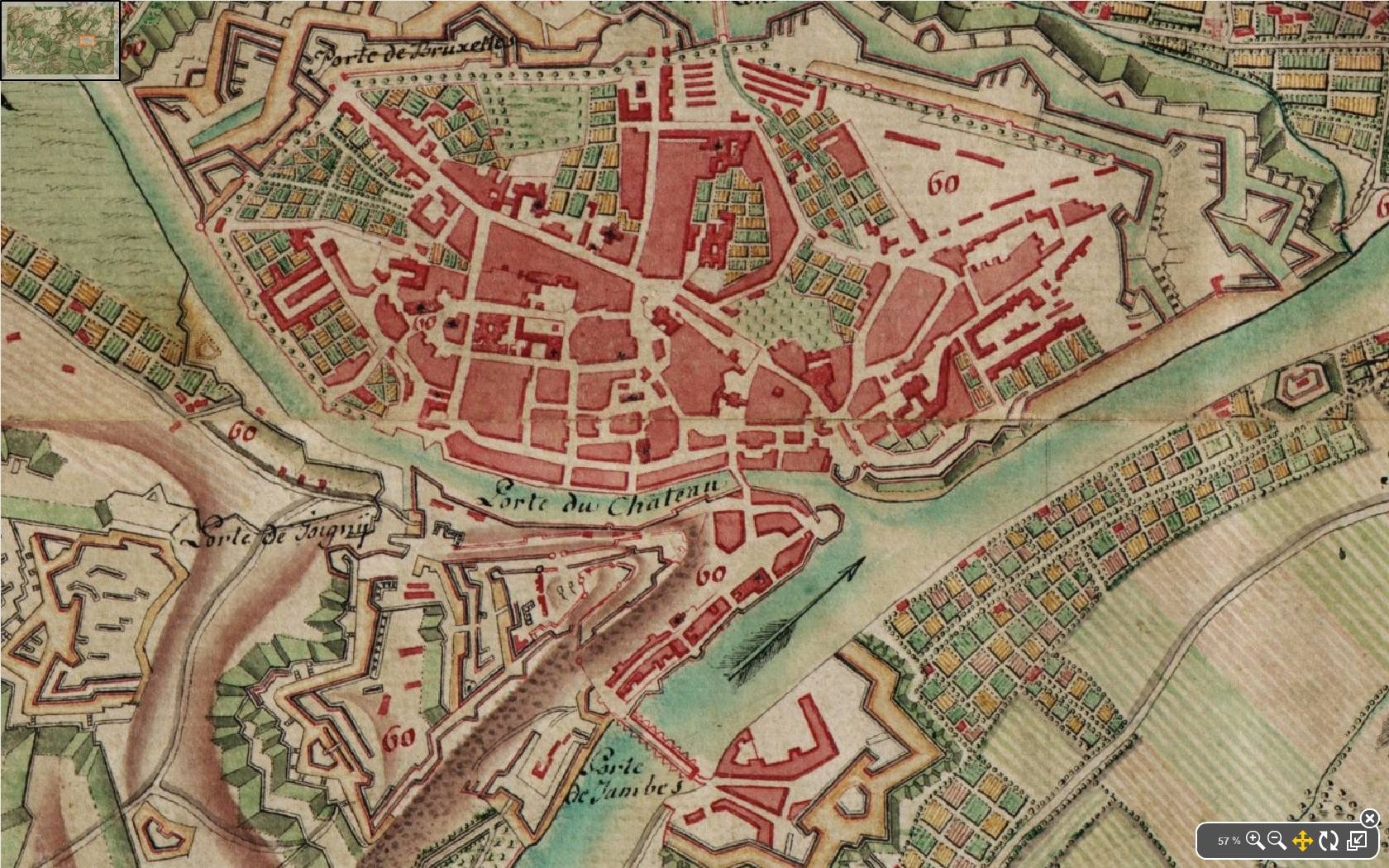
De Ferrariskaart geeft de landtong Le Grognon aan op de samenvloeiing
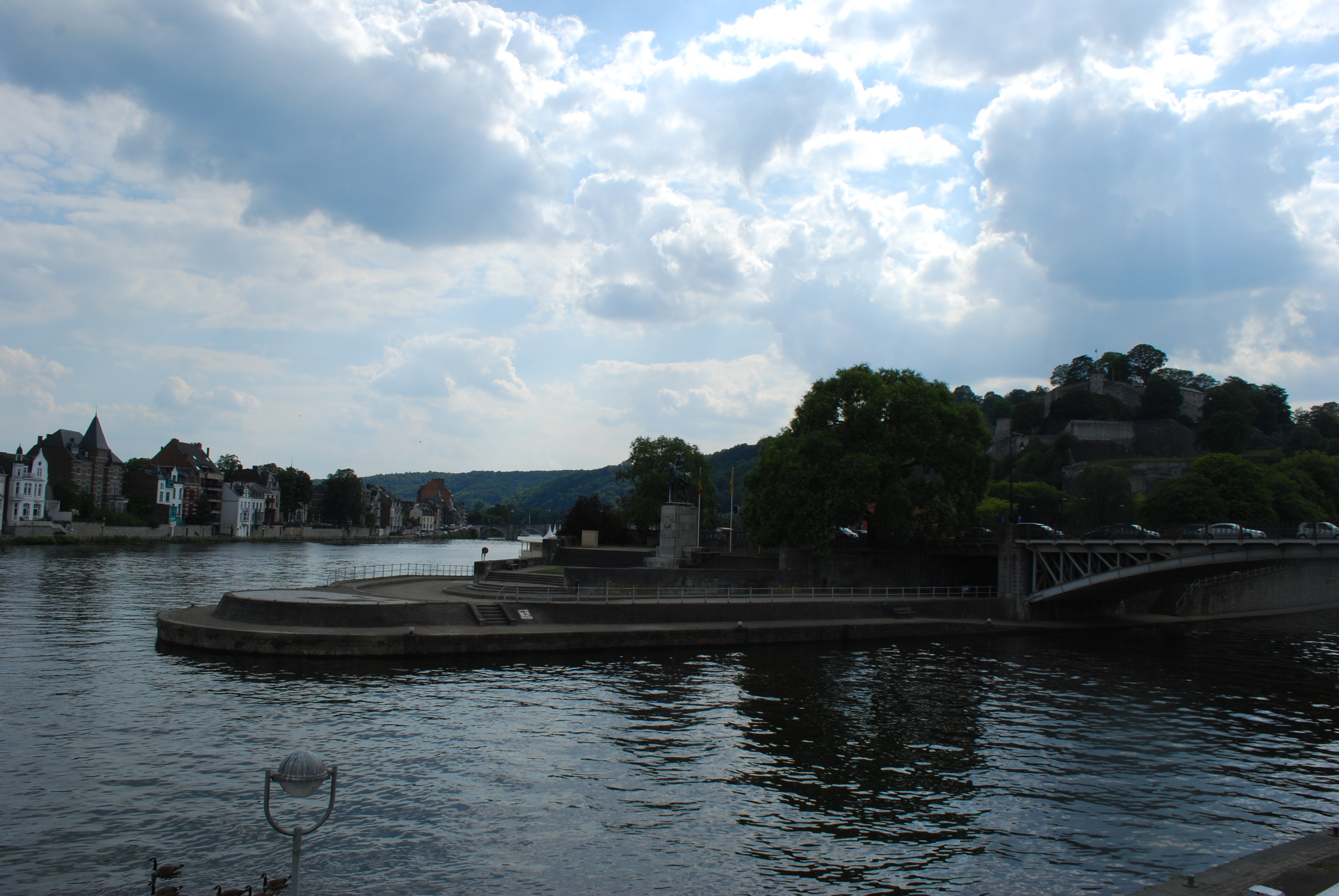
Vandaag is de landtong ontvolkt
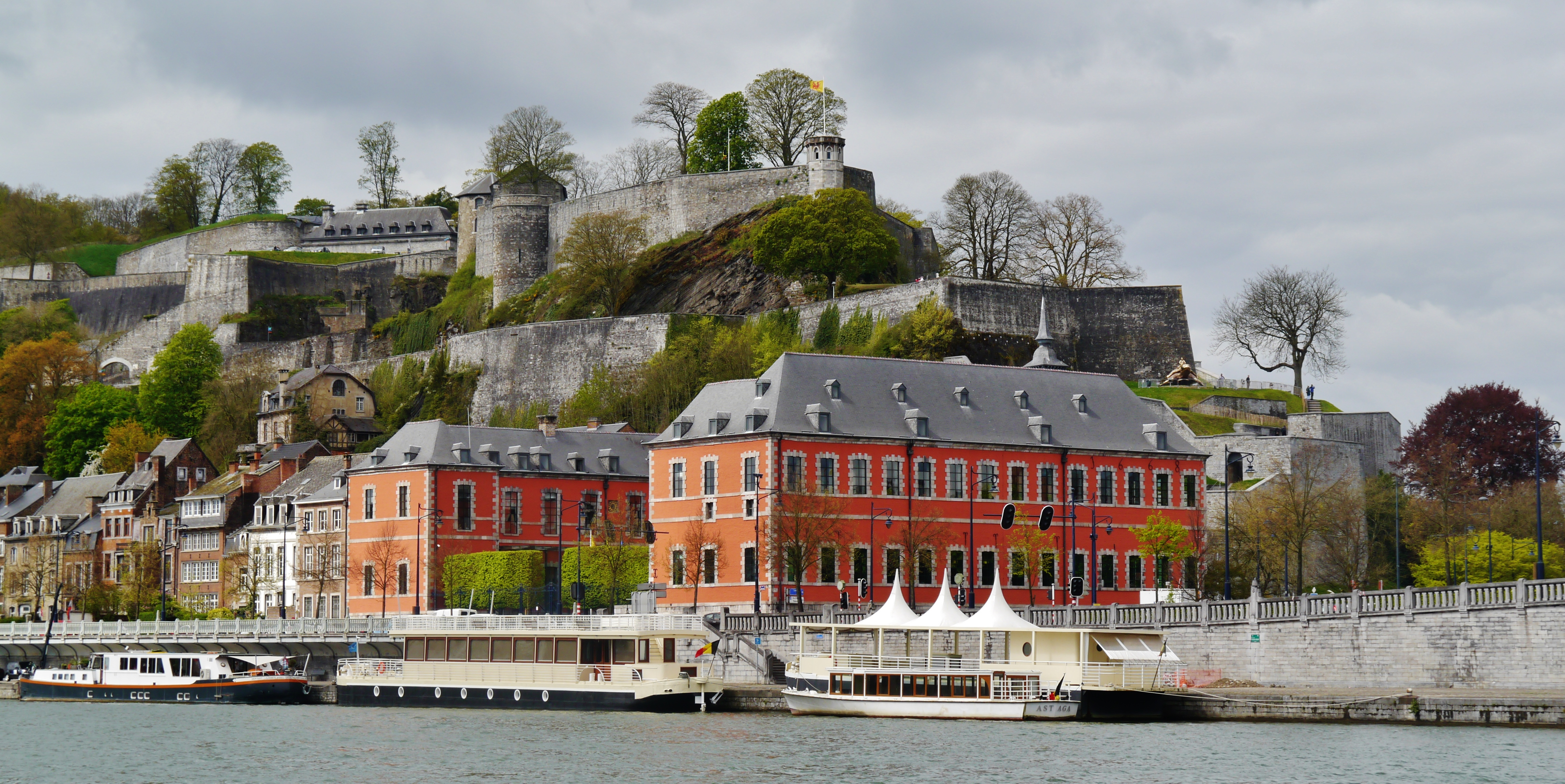
Waals parlement op Le Grognon

## Externe koppelingen
- Site van het Waals gewestelijk archieven. Opgravingen op de Grognon plaats. Luchtfoto's. Foto's van 1997.